# Нијепор N.28
Нијепор N.28 (фр. Nieuport N.28) је ловачки авион направљен у Француској. Авион је први пут полетео 1917. године. 

Највећа брзина у хоризонталном лету је износила 196 km/h. Размах крила је био 8,16 метара а дужина 6,40 метара. Маса празног авиона је износила 436 килограма а нормална полетна маса 698 килограма.

## Наоружање
| Наоружање авиона: Нијепор      |          |
| Ватрено (стрељачко) наоружање  |          |
| Топ                            |          |
| Митраљез                       |          |
| Број и ознака митраљеза        | 2 Викерс |
| Калибар                        | 7,7      |
| Бомбардерско наоружање (бомбе) |          |
| Ракетно наоружање (ракете)     |          |